# رام ناث شوبرا
رام ناث شوبرا (بالإنجليزية: Ram Nath Chopra)‏ هو عالم أدوية هندي، ولد في 1882 في جوجرانوالا في باكستان، وتوفي في 13 يونيو 1973 في سريناغار في الهند.